# Tiszavasvári
Tiszavasvári là một thành phố thuộc hạt Szabolcs-Szatmár-Bereg, Hungary. Thành phố này có diện tích 126,59 km², dân số năm 2010 là 12833 người, mật độ 101 người/km².